# Territoris no incorporats dels Estats Units
El terme territori no incorporat (en anglès, Unincorporated territory) és utilitzat per denominar a tots aquells territoris que, encara que estan sota la sobirania nord-americana, no formen part del territori nacional dels Estats Units, que, en l'actualitat, està compost únicament pels 50 estats, el Districte de Columbia i el deshabitat atol Palmyra. Els territoris no incorporats no es consideren part del país excepte al districte de Columbia que en no tenir representació diplomàtica, moneda ni defensa pròpies, tampoc són considerats estats independents per la comunitat internacional.
Encara que els Estats Units no els considera colònies, la majoria d'ells sí que figura en la llista de les Nacions Unides de territoris no autònoms. Territoris no incorporats antics com l'illa Serranilla i el Bajo Nuevo han estat retornats a Colòmbia per la Cort Internacional de Justícia

Estats Units
Territoris no incorporats i organitzats
Commonwealths (territoris no incorporats i organitzats)
Territoris no incorporats i no organitzats
Territoris incorporats i no organitzats

## Territoris organitzats
| Bandera                  | Nom del territori              | Capital          | Població         | Superfície | Estatut                                                                 | Localització     | Observacions               |
| ------------------------ | ------------------------------ | ---------------- | ---------------- | ---------- | ----------------------------------------------------------------------- | ---------------- | -------------------------- |
| Guam                     | Guam                           | Hagåtña          | 168.564 (2005)   | 549 km²    | Territori no incorporat organitzat                                      | Oceà Pacífic     |                            |
| Illes Mariannes del Nord | Illes Marianes del Nord        | Saipan           | 80.006 (2003)    | 477 km²    | Territori no incorporat organitzat Commonwealth (Estat lliure associat) | Oceà Pacífic     |                            |
| Puerto Rico              | Puerto Rico                    | San Juan         | 3.916.632 (2005) | 9.104 km²  | Territori no incorporat organitzat Commonwealth (Estat lliure associat) | Grans Antilles   | Espanyol, llengua oficial. |
| Illes Verges             | Illes Verges dels Estats Units | Charlotte Amalie | 124.778 (2003)   | 352 km²    | Territori no incorporat organitzat                                      | Petites Antilles |                            |

### Puerto Rico
El territori no incorporat de Puerto Rico és un arxipèlag en la part oriental del mar Carib, possessió dels Estats Units des del 25 de juliol de 1898. Puerto Rico és un territori no incorporat sota la sobirania del Congrés dels Estats Units. Els porto-riquenys són ciutadans nord-americans des de 1917, però no tenen la majoria dels drets polítics que atorga la Constitució dels Estats Units. Puerto Rico escull un representant al Congrés (Comissionat Resident), amb veu però sense vot. Els ciutadans residents a Puerto Rico no tenen dret a votar pel President dels Estats Units. En 1952, es va conformar la Constitució de Puerto Rico anomenada "Estat Lliure Associat", traduït a l'anglès com "Commonwealth of Puerto Rico". El 6 de novembre del 2012 a Puerto Rico es va realitzar un plebiscit sobre l'estatus polític de l'illa, on el poble porto-riqueny va rebutjar clarament l'actual estatus territorial conegut com el "Estat Lliure Associat".
Resultats del plebiscit sobre l'estatus polític de Puerto Rico del 6 de novembre del 2012: 
- Primera pregunta: Està vostè d'acord amb mantenir la condició política territorial actual (Estat Lliure Associat)? 
  - NO - 970.910 (53,97%)
  - SI - 828.077 (46,03%)
- Segona pregunta: Quin de les següents opcions no territorials vostè prefereix? 
  - Estatidat - 834.191 (61,16%)
  - Lliure Associació - 454.768 (33,34%)
  - Independència - 74.895 (5,49%)

En la interpretació dels resultats d'aquesta segona pregunta és important assenyalar que 498.604 votants van deixar aquesta pregunta sense contestar i 65.863 votants no van contestar la primera pregunta. Segons la pàgina oficial de la Comissió Estatal d'Eleccions de Puerto Rico (CEEPUR) va haver-hi un total d'1.862.458 votants. La CEEPUR va certificar que el 61,16% dels electors que van expressar la seva preferència per una de les opcions no territorials, van escollir convertir a Puerto Rico en l'estat 51 dels Estats Units d'Amèrica. Al maig del 2013, el Comissionat Resident davant la Cambra de Representants dels EUA, Hon. Pedro Pierluisi Urrutia, va presentar el projecte de llei H.R. 2000 per a l'aprovació d'un plebiscit "Estatidat Sí o No", afavorit pel Congrés. L'1 d'agost de 2013, la Comissió d'Afers d'Energia i Recursos Naturals que atén els assumptes de Puerto Rico al Senat dels EUA va celebrar una audiència sobre els resultats del plebiscit d'estatus de 2012. A aquesta data, 200 membres de la Cambra de Representants federal havien endossat el HR 2000.

### Illes Marianes del Nord
L'Estat Lliure Associat d'Illes Marianes del Nord (Commonwealth of the Northern Mariana Islands) és un arxipèlag en unió política amb els Estats Units, amb una localització estratègica en el Pacífic Nord. Consisteix a les catorze illes septentrionals de les illes Marianes, situades entre Hawaii i Filipines, a 15°12′ N, 145° 45′ E. Les illes inclouen Saipan, Roda i Tinian, entre d'altres, amb un total de 477 km². Saipán i Tinian són els ports principals.

### Guam
El Territori de Guam (Guåhån en chamorro, dit antigament Guaján en Espanyol i conegut també en anglès com Commonwealth of Guam), és una illa en el Pacífic occidental, pertanyent als Estats Units com a territori no incorporat. Es tracta de la més gran i meridional de les Illes Marianes. La capital és Agaña. Félix Pérez Camacho està al capdavant de l'executiu de l'illa.
Guam és un Territori dels Estats Units des de 1898. Els habitants de l'illa escullen a les seves autoritats locals i no tenen dret a votar per les federals.

### Illes Verges dels Estats Units
Les Illes Verges dels Estats Units són un grup d'illes situades en el Carib, dependents dels Estats Units d'Amèrica. Aquestes illes són part de l'arxipèlag de les Illes Verges; està compost per quatre principals illes (Saint Thomas, Saint John, Saint Croix i Water Island) entre algunes illes menors. Les Illes Verges dels Estats Units estan incloses en la llista de les Nacions Unides de territoris no autònoms. Les Illes Verges són l'únic territori dels Estats Units en què es condueix per l'esquerra.

## Territoris no organitzats
| Bandera         | Nom del territori | Capital  | Població      | Superfície | Estatut                                                                         | Localització   | Observacions                                                                |
| --------------- | ----------------- | -------- | ------------- | ---------- | ------------------------------------------------------------------------------- | -------------- | --------------------------------------------------------------------------- |
| Estats Units    | Illa Baker        | —        | 0 (2006)      | 1,6 km²    | Territori no incorporat no organitzat Illes d'Ultramar Menors dels Estats Units | Oceà Pacífic   | Deshabitat, lloc natural protegit.                                          |
| Estats Units    | Illa Howland      | —        | 0 (2006)      | 1,8 km²    | Territori no incorporat no organitzat Illes d'Ultramar Menors dels Estats Units | Oceà Pacífic   | Deshabitat, lloc natural protegit.                                          |
| Estats Units    | Illa Jarvis       | —        | 0 (2006)      | 4,5 km²    | Territori no incorporat no organitzat Illes d'Ultramar Menors dels Estats Units | Oceà Pacífic   | Deshabitat, lloc natural protegit.                                          |
|                 | Atol Johnston     | —        | 0 (2006)      | 2,8 km²    | Territori no incorporat no organitzat Illes d'Ultramar Menors dels Estats Units | Oceà Pacífic   | Base militar (1.100 persones)                                               |
| Estats Units    | Escull Kingman    | —        | 0 (2006)      | 2,8 km²    | Territori no incorporat no organitzat Illes d'Ultramar Menors dels Estats Units | Oceà Pacífic   | Deshabitat                                                                  |
| Illes Midway    | Illes Midway      | —        | 0 (2006)      | 6,2 km²    | Territori no incorporat no organitzat Illes d'Ultramar Menors dels Estats Units | Oceà Pacífic   | Deshabitat, lloc natural protegit.                                          |
|                 | Illa Navassa      | —        | 0 (2006)      | 5,2 km²    | Territori no incorporat no organitzat Illes d'Ultramar Menors dels Estats Units | Grans Antilles | Deshabitat, lloc natural protegit. Reivindicat per Haití.                   |
| Samoa Americana | Samoa Americana   | Fagatogo | 70.260 (2003) | 199 km²    | Territori no incorporat no organitzat                                           | Oceà Pacífic   | Govern autònom però no reconegut oficialment com un territori autogovernat. |
| Illes Wake      | Illes Wake        | —        | 0 (2006)      | 6,5 km²    | Territori no incorporat no organitzat Illes d'Ultramar Menors dels Estats Units | Oceà Pacífic   | Deshabitat, lloc natural protegit. Reivindicat per les Illes Marshall.      |

### Samoa Americana
Samoa Americana és una colònia dels Estats Units en l'oceà Pacífic Sud. Habitada des dels anys 1000 aC, Samoa va ser "descoberta" pels exploradors europeus al segle xviii.
Rivalitats internacionals en l'última meitat del segle xix es van establir per un tractat de 1899 en el qual Alemanya i Estats Units van dividir l'arxipèlag samoà. Estats Units va ocupar formalment la seva porció —un grup més petit d'illes orientals amb la coneguda rada de Pagament Pago— a l'any següent (vegeu Història de Samoa per a més detalls). Les illes occidentals són ara l'estat independent de Samoa.
L'armada nord-americana va construir una estació carbonera en la badia de Pago Pago per a l'esquadra del Pacífic, va nomenar un secretari local i va assegurar un Document de Cessió de Tutuila en 1900 i un Document de Cessió de Manu'a en 1904. Durant la Segona Guerra Mundial els infants de marina nord-americanes a Samoa Americana, superiors a la població local, van tenir una enorme influència cultural.
Després de la Segona Guerra Mundial, un intent del Departament de l'Interior nord-americà al Congrés per passar a l'Acta Orgànica 4500 per a la incorporació de Samoa Americana, va ser derrotada a través dels esforços dels caps samoans americans liderats per Tuiasosopo Mariota, i aquests esforços van portar a la creació d'una legislació local, la Fono de Samoa Americana. Al mateix temps que el governador naval va ser nomenat, va ser reemplaçat per un governador escollit localment. Encara que tècnicament és considerat «desorganitzat» perquè el Congrés nord-americà no ha passat un Acta Orgànica per al territori, Samoa Americana té govern propi sota una constitució que es va fer efectiva l'1 de juliol de 1967. El territori nord-americà de Samoa Americana està en la llista de territoris sense govern propi de les Nacions Unides, un llistat que és discutit pel país.

#### Parc Nacional de Samoa Americana
El Parc Nacional Samoa Americana és un parc nacional al territori de Samoa Americana, que es divideix en tres illes Tutuila Ofu, i Tau. Va ser creat pel Congrés dels Estats Units en 1988. L'entitat gestora és el Servei Nacional de Parcs. El parc inclou esculls de coral i boscos plujosos. Al parc es pot practicar el senderisme i el busseig. Dels 36,42 km² que formen el parc, 10.12 km² són ecosistemes aquàtics. La part de Tutuila és accessible per mitjà de cotxes. Tutuila és la major illa de Samoa Americana.

## Altres territoris

### Badia de Guantánamo
La Badia de Guantánamo és un enclavament a l'illa de Cuba controlat per Estats Units. Es localitza a l'extrem sud-est de Cuba, a la província de Guantánamo (19° 54′ 42.95″ N, 75° 09′ 11.75″ O / 19.9119306°N,75.1532639°O) i conté una base naval nord-americana d'uns 116 km² ben coneguda en l'actualitat pel seu camp de detenció militar per a presoners suposadament vinculats al grup terrorista Al-Qaeda.

### Illa Baker
L'illa Baker és una illa coral·lina nord-americana en l'oceà Pacífic, en el grup d'illes Phoenix. És responsabilitat dels Estats Units i, encara que despoblada, els Guardacostes dels Estats Units (United States Coast Guard) visiten l'illa anualment.

### Illa Howland
L'illa Howland és un atol·ló deshabitat situat just al nord de l'equador, en l'oceà Pacífic, al voltant de 3.100 km (1675 milles nàutiques) al sud-oest de Honolulu. Està a mig camí entre Hawaii i Austràlia i és un territori no incorporat i no organitzat dels Estats Units.
L'illa és ara un refugi de vida salvatge nacional dels Estats Units, el «Howland Island National Wildlife Refuge», gestionada pel U.S. Fish and Wildlife Service com una àrea insular dependent del Departament de l'Interior dels EUA. El «Howland Island National Wildlife Refuge» consisteix en els 1,84 km² de l'illa i els 129,80 km² de terra submergida que l'envolten.
L'illa no té activitat econòmica. La seva defensa és responsabilitat dels EUA i és visitada anualment per la Guàrdia Costanera dels EUA.

### Illa Jarvis
L'illa Jarvis (també coneguda com a illa Búnquer) és una illa de coral deshabitada de 4,5 km², localitzada en l'oceà Pacífic sud, a mitjana distància entre Hawaii i les illes Cook. Està situada en la part central de les illes de la Línia. És territori no incorporat dels Estats Units, i és administrada des de Washington D.C..
El clima de l'illa és tropical, amb pluges insuficients, vent constant i sol fort. Variant des del nivell del mar fins als 7 metres, el terreny és sorrenc. L'illa no té aigua potable natural.
Per propòsits estadístics, l'illa és considerada com una de les illes Ultramarines dels Estats Units.
L'illa no té aigua dolça, per la qual cosa si es necessita aigua dins de l'illa, s'ha de portar des de l'exterior.

### Atol Johnston
L'atol·ló Johnston és un atol·ló de 2.8 km² en l'oceà Pacífic Nord a un terç de distància entre Hawaii i les illes Marshall. L'illa de Johnston i l'illa Sand són illes naturals, que han crescut per la sedimentació del coral. L'illa d'Akau (Nord) i la de Hikina (est) són illes artificials formades per la sedimentació del coral.
Johnston és un territori no incorporat dels Estats Units, en la qual té com a població a 1.100 militars, administrat des de Washington, D. de C. pel Servei de Pesca i Vida Silvestre del Departament de l'Interior dels Estats Units, com a part del Sistema de Refugis de Vida Silvestre Nacionals. La defensa de l'atol·ló és controlada per l'exèrcit dels Estats Units. Les illes no són accessibles pel públic.

### Escull Kingman
L'Escull Kingman (Kingman Reef) és un petit escull de coral tropical d'1 km² de superfície, situat al nord de l'oceà Pacífic, aproximadament a mig camí entre Hawaii i Samoa Americana. Forma part del conjunt de les illes de la Línia.
En 1789 va ser descobert pel capità Edmund Fanning, que va estar a punt d'encallar. La posició va ser fixada en 1853, per l'estatunidenc W.I. Kingman del Shooting Star, que va deixar el seu nom, encara que també la hi ha conegut com a Danger Rock.
És la frontera nord de la línia d'illes del Pacífic i un territori no incorporat dels Estats Units administrat a Washington, DC per la Marina dels Estats Units, annexat en 1922. L'escull està tancat al públic, ja que les autoritats nord-americanes no permeten la visita d'aquest territori.

### Illes Midway
Les illes Midway no tenen habitants aborígens, i són un territori no incorporat dels Estats Units, sent la seva situació la d'àrea insular a càrrec del Departament de l'Interior. L'economia se sustenta amb fons governamentals íntegrament, i tant aliments com a béns de manufactura han de ser importats.

### Illa Navassa
Navassa és una petita illa deshabitada del mar Carib. Constitueix un territori no incorporat dels Estats Units, administrat pel Servei de Pesca i Vida Silvestre dels EUA. No obstant això, l'illa és reclamada per institucions privades i per Haití.

### Illes Wake
L'illa Wake és un atol·ló (posseeix una línia de costa de 19,3 km) de l'oceà Pacífic Nord, a uns dos terços de camí des de Hawaii fins a les illes Mariannes del Nord. A causa de la seva posició relativa a la línia internacional de canvi de data, està un dia avançada dels 50 estats. Wake és un atol·ló de tres illes format per un volcà subaqüàtic. La seva llacuna central és l'antic cràter i l'illa és part del diàmetre. En ser un territori desorganitzat i no incorporat dels Estats Units, és administrat tècnicament per l'Oficina d'Afers Insulars, Departament Nord-americà de l'Interior, però totes les activitats actuals són controlades per la Força Aèria dels Estats Units.